# Husband
Ett husband är en musikgrupp som regelbundet uppträder på en given lokal eller tillställning. Husband är vanliga i olika TV- och radioprogram, men termen används också för band som regelbundet uppträder på en viss nattklubb.
Konceptet kommer från USA. Begreppet "husband" introducerades i Sverige framför allt genom TV-shower med Lennart Hyland, som Hylands hörna.[källa behövs]